# Icenhower Ridge
Icenhower Ridge är en bergstopp i Antarktis. Den ligger i Östantarktis. Australien gör anspråk på området. Toppen på Icenhower Ridge är 1 600 meter över havet.
Terrängen runt Icenhower Ridge är bergig åt nordväst, men åt sydost är den kuperad. Trakten är obefolkad. Det finns inga samhällen i närheten. 